# Bureau Ontnemingswetgeving Openbaar Ministerie
Het Bureau Ontnemingswetgeving Openbaar Ministerie (BOOM) was tot 2013 een onderdeel van het Nederlands Openbaar Ministerie. Het bureau was de opvolger van het in 1993 opgerichte Centraal Advies- en Beheersbureau Beslag (CABB) dat was opgezet in verband met de implementatie van de ontnemingswetgeving.
Het BOOM had een aantal taken:
- het bijdragen aan de algemene kennisontwikkeling binnen het Openbaar Ministerie op het gebied van ontnemingswetgeving. Het verzorgt daartoe onder andere cursussen, houdt een kennisbank bij en brengt een nieuwsbrief uit;
- het bieden van ondersteuning aan officieren van justitie in concrete zaken middels het BOOM-adviesteam (BAT), dat bestaat uit officieren van justitie, (internationaal) strafrechtelijk adviseurs, civielrechtelijk adviseurs en registeraccountants;
- het geven van ondersteuning aan het Centraal Justitieel Incassobureau (CJIB) met betrekking tot de executie van ontnemingsmaatregelen;
- het geven van beleidsmatige ondersteuning van het College van Procureurs-Generaal.

Met ingang van 2013 zijn het BOOM en het Functioneel Parket in elkaar opgegaan. De nieuwe organisatie draagt de naam Functioneel Parket.